# 제임스 후퍼
제임스 후퍼(영어: James Hooper, 1987년 4월 19일 ~ )는 영국의 탐험가이다. 2006년에 자신의 친구였던 롭 곤틀릿과 함께 영국 최연소로 에베레스트 산에 등반하였다.

## 학력
- 경희대학교 이과대학 지리학과 학사
- 울런공 대학교 대학원 지리학과 석사 (재학)

## 경력
- 2006년 영국 최연소 에베레스트 등반
- 2011년 제주 세계 7대 자연경관 선정 홍보대사

## 상훈
- 2008년 내셔널 지오그래픽 올해의 탐험가 선정

## 방송 활동
- JTBC 《비정상회담》 (2014년)
- JTBC 《내 친구의 집은 어디인가》 (2015년)
- MBC every1 《어서와~ 한국은 처음이지?》 (2018년)

## 같이 보기
- 비정상회담